# Valentin Petrovitch Drozd
Valentin Petrovitch Drozd (en russe : Валентин Петрович Дрозд, en biélorusse : Валянцін Пятровіч Дрозд), né le 16 septembre 1906 à Bouda-Kachaliova et mort le 29 janvier 1943 est un officier de marine soviétique. Commandant de la flotte du Nord, il est nommé vice-amiral en 1941.

## Biographie
Valentin Petrovitch Drozd naît en 1906 dans la ville de Bouda-Kachaliova, dans le gouvernement de Moguilev, alors dans l'empire russe.
Il prend part à la guerre civile espagnole.
En 1938-1940, il commande la Flotte du Nord de l'URSS.
En 1940, il est nommé directeur de l’École supérieure de la Marine de la mer Noire .
Au début de la Seconde Guerre mondiale, il sert en tant que commandant d'un détachement de forces légères, et plus tard, d'une escadre de navires de la flotte de la Baltique. En 1941, il commande des navires de guerre dans le détroit d'Irbe, pendant l'opération Beowulf. À la fin août 1941, il permet un détachement des forces principales de la flotte de la Baltique lors de l'évacuation de Tallinn en direction de Cronstadt. Il arrive à destination avec 112 navires de guerre et 23 transports. Il participe à l'évacuation de la péninsule de Hanko et à la défense de Leningrad.
Le vice-amiral Drozd est tué le 29 janvier 1943 lors des bombardements sur la piste de glace à Cronstadt : touchée, sa voiture tombe dans l'eau recouverte de glace et il se noie. Il est enterré dans le Monastère Saint-Alexandre-Nevski à Leningrad.

## Honneurs
Alors que la guerre n'est pas encore finie, un destroyer (projet 7U) est nommé en son honneur. Après la guerre, son nom est donné à un navire de lutte anti sous-marine.
Un monument a été érigé dans la rue de Bouda-Kachaliova nommée d'après lui.